# سيكورسكي يو إتش-60 بلاك هوك
يو إتش-60 بلاك هوك (بالإنجليزية: UH-60 Black Hawk)‏ مروحية إسناد ونقل عسكرية متوسطة الحمولة ذات محركين من إنتاج شركة سيكورسكي الأمريكية للطائرات.
حلقت طائرة بلاك هوك لأول مرة في عام 1974 ودخلت الخدمة منذ العام 1979 في الجيش الأمريكي وهي تخدم فيه حتى الوقت الحاضر، كما صدر منها نسخ إلى العديد من دول العالم ، بلغ مجموع الكمية المصنوعة منها أكثر من 2600 نسخة.

## المشغلون
- الولايات المتحدة
- السعودية :حصلت السعودية على ترخيص لصناعة هذه الطائرة محلياً في السعودية، وستتنتج أول مروحية في الربع الأول من 2018[1][2][3][4]
- البحرين
- مصر
- إسرائيل
- الأردن
- تركيا
- أستراليا
- اليابان
- تايلاند
- تونس
- الفلبين
- جمهورية الصين (تايوان)
- كوريا الجنوبية
- المكسيك
- كولومبيا
- تشيلي
- البرازيل
- النمسا
- المغرب

## المواصفات (UH-60L)

### الصفات العامة
- الطاقم: 2 (طاقم الطيران).
- الطول: 19.76 متر.
- الارتفاع : 5.13 متر.
- الحمولة: 2,640 باوند حمولة داخلية مع 14 فرد من القوات

### الأداء
- السرعة القصوى: 295 كم/س.
- المدى: 3,700+ كيلومتر.
- أقصى ارتفاع: 5,790 متر.
- معدل الصعود: 3.6 متر/ثانية.
- الحمل على الأجنحة: 326 كيلوجرام/متر².
- النسبة دفع-وزن: 1.13.

### التسليح
- رشاش آلي: 2× 7.62 ملم+ مدفع هون عيار 18 اتش ار